# アダム・ハンセン
アダム・ハンセン（Adam Hansen、1981年5月11日 - ）は、オーストラリア、クイーンズランド州・サウスポート出身の自転車競技（ロードレース）選手。
2011年のブエルタ・ア・エスパーニャから2018年のジロ・デ・イタリアまで、連続で20回のグランツールを完走し続けた。
2015年のツール・ド・フランスでは第8ステージで落車、右肩を脱臼して記録が途絶えるかと危惧されたが、ケガを押して完走。グランツール連続完走記録を12回に伸ばし、世界記録を更新した。
2017年、ツール・ド・フランスで負った股ずれが原因でブエルタ・ア・エスパーニャの欠場が決定。グランツール連続完走記録は18回でストップとなるはずであったが、本来出場予定であったラファエル・バルスの怪我により、急遽出場が決定、このブエルタも完走した。
2018年のジロ・デ・イタリアも完走したが、ツール・ド・フランスは出場せず、連続完走記録は20回で止まった。
2020年シーズンをもって現役を引退。グランツールに計29回出場し、うち26回完走した。ジロ・デ・イタリアでは逃げグループから、ブエルタ・ア・エスパーニャでは終盤に集団からそれぞれ抜け出してステージ勝利をあげるほどのスピード力を持っており、アンドレ・グライペルの列車要員としても活躍した。

## 来歴
2006年
- グランプリ・ブラルド 優勝

2008年
- オーストラリア選手権・個人タイムトライアル 優勝
- ヘル・ファン・ヘット・メルヘラント 2位
- ジロ・デ・イタリア 総合108位
- ツール・ド・フランス　総合108位

2009年
- ブエルタ・ア・エスパーニャ 総合94位

2010年
- ステル・エレクトロトゥール 区間1勝(第4)、総合優勝

2011年
- ブエルタ・ア・エスパーニャ 総合129位

ここからグランツール連続完走記録が始まる。
2012年
- ジロ・デ・イタリア 総合94位
- ツール・ド・フランス 総合81位
- ブエルタ・ア・エスパーニャ 総合123位

2013年
- ジロ・デ・イタリア 区間1勝(第7)、総合72位
- ツール・ド・フランス 総合72位
- ブエルタ・ア・エスパーニャ 総合60位

2014年
- ツアー・ダウンアンダー 山岳賞
- ジロ・デ・イタリア 総合73位
- ツール・ド・フランス 総合64位

- ブエルタ・ア・エスパーニャ 区間1勝(第19)、総合53位

2015年
- ジロ・デ・イタリア 総合77位
- ツール・ド・フランス 総合114位
  - グランツール連続完走記録を12に伸ばし、世界記録を更新。
- ブエルタ・ア・エスパーニャ 総合55位

2016年
- ジロ・デ・イタリア 総合68位
- ツール・ド・フランス 総合100位
- ブエルタ・ア・エスパーニャ 総合110位

2017年
- ジロ・デ・イタリア 総合93位
- ツール・ド・フランス 総合113位
- ブエルタ・ア・エスパーニャ 総合95位

2018年
- ジロ・デ・イタリア 総合60位